# Randolph Frederick Churchill

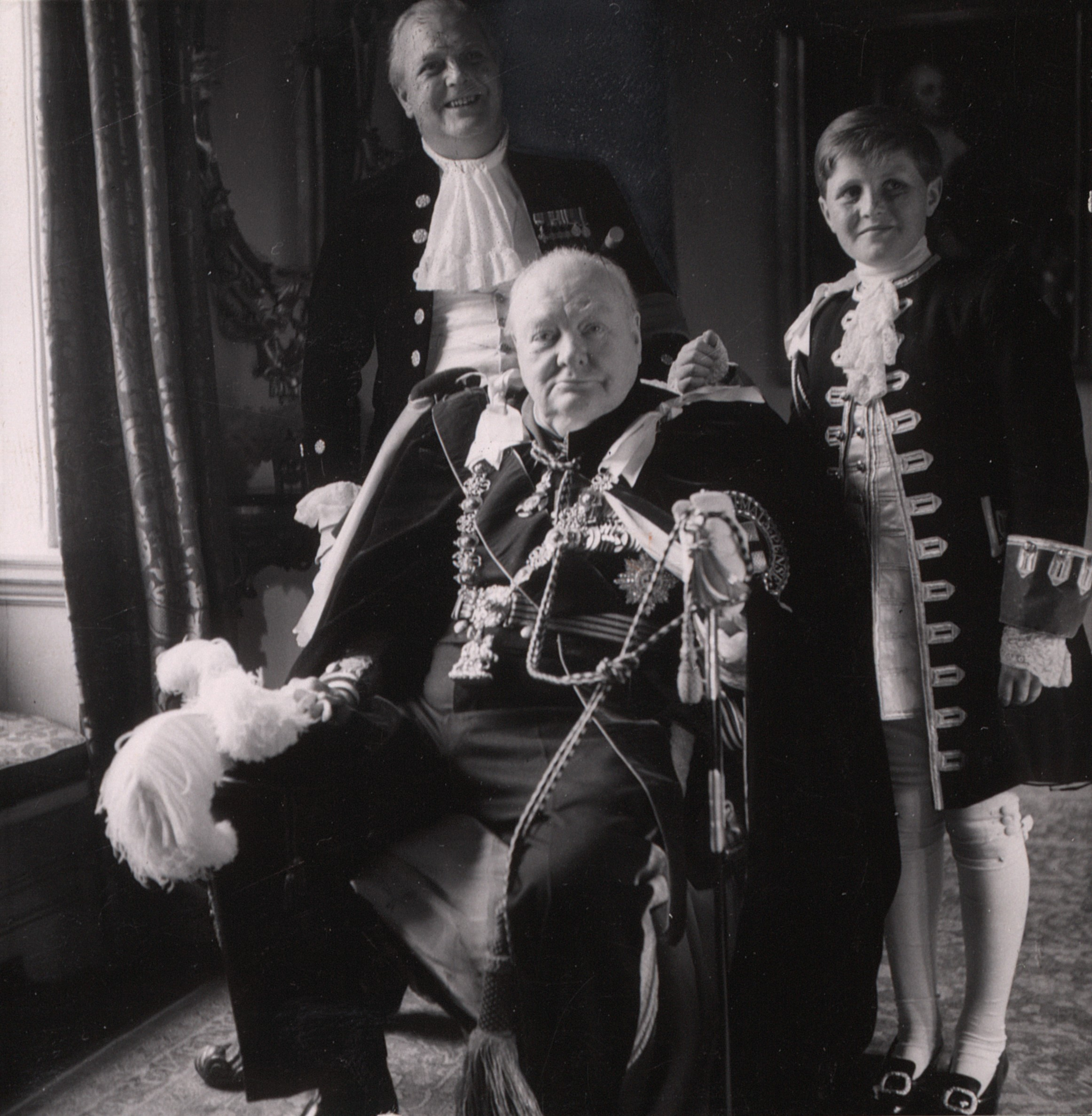
Randolph Churchill (stoi L) z ojcem Winstonem (siedzi) przed uroczystością koronacji królowej Elżbiety II, 1953

Randolph Frederick Edward Churchill (ur. 28 maja 1911 w Londynie, zm. 6 czerwca 1968 w East Bergholt) – brytyjski polityk, jedyny syn premiera Wielkiej Brytanii Winstona Churchilla i Clementine Hozier, córki Henry’ego Montague Hoziera.

## Życiorys
Wykształcenie odebrał w Eton College i Christ Church w Oksfordzie. 
Starał się kontynuować rodzinne tradycje polityczne, ale kariery na miarę ojca i dziada, Randolpha Spencera, nie zrobił. W 1940 r. wygrał wybory uzupełniające w okręgu Preston i do 1945 r. zasiadał w Izbie Gmin, co było najwyższym stanowiskiem, jakie piastował. W latach 30. był za to uznanym dziennikarzem.
W 1941 r. uzyskał rangę majora 4 pułku huzarów. W 1944 r. razem ze swoim przyjacielem Evelynem Waughiem został wysłany z misją do Jugosławii. Tam cudem udało im się uniknąć niemieckiej niewoli i dotarli do kwatery partyzantów Tity, gdzie przeżyli atak niemieckich wojsk spadochronowych. Walczyli przez kilka miesięcy w szeregach partyzantów Josipa Broz Tity. Po powrocie do Londynu obaj przedstawili spory raport na temat prześladowań księży przez oddziały Tity. Brytyjski minister spraw zagranicznych, Anthony Eden, ukrył ten raport, nie chcąc psuć stosunków z Titą i zachować w Jugosławii brytyjskie wpływy. Młody Churchill dostał jednak za tę misję Order Imperium Brytyjskiego.
Po wojnie stracił miejsce w parlamencie i mimo licznych prób nie udało mu się tam dostać ponownie.
Randolph jest często przedstawiany jako czarna owca w rodzinie Churchillów – rozpieszczony przez ojca, drażliwy, wybuchowy, ze skłonnościami do nadużywania alkoholu. Odziedziczył jednak po ojcu talent literacki. Napisał m.in. Wojnę sześciodniową (The Six Days War, 1960–1968), Wielkość i upadek sir Anthony’ego Edena (The Rise and Fall of Sir Anthony Eden), Lorda Derby, króla hrabstwa Lancashire (Lord Derby, King of Lancashire), Walkę o przywództwo w partii torysów (The Fight for the Tory Leadership). W 1966 r. rozpoczął pisanie oficjalnej biografii swojego ojca (który zmarł rok wcześniej). Do czasu swojej śmierci zdążył napisać tylko dwa tomy. Pracę dokończył po jego śmierci sir Martin Gilbert.
Kiedy jego ojcu zaproponowano nadanie tytułu parowskiego „książę Londynu”, to właśnie Randolph przekonał byłego premiera, aby się na to nie zgodził. Winston przychylił się do perswazji syna, który wciąż miał nadzieję na pójście w ślady ojca i zostanie premierem, co byłoby niemożliwe, gdyby jako par zasiadał w Izbie Lordów.
Zmarł w wieku 57 lat na atak serca. Pochowany jest razem z rodzicami i rodzeństwem w St Martin Church w Bladon niedaleko Woodstock w hrabstwie Oxfordshire.

## Życie prywatne
Był dwukrotnie żonaty. Po raz pierwszy ożenił się 4 października 1939 r. z Pamelą Beryl Digby, (ur. 20 marca 1920, zm. 5 lutego 1997), córką Edwarda Digby’ego, 11. barona Digby i Constance Bruce, córki 2. barona Aberdare. Ich jedyny syn to:
- Winston Spencer Churchill (ur. 10 października 1940, zm. 2 marca 2010)[6].

Pierwsze małżeństwo Churchilla zakończyło się rozwodem w 1946 r. Swoje drugie małżeństwo zawarł 2 listopada 1948 r. z June Osborne (zm. 1980), córką pułkownika Rexa Osborne’a. Urodziła im się córka:
- Arabella Churchill (ur. 30 października 1949, zm. 20 grudnia 2007), założycielka i kierowniczka fundacji Children’s World, żona Jake’a  Bartona i Haggisa McLeoda[6].